# マルコス・アロンソ・メンドーサ
マルコス・アロンソ・メンドーサ（Marcos Alonso Mendoza, 1990年12月28日 - ）は、スペイン・マドリード出身のサッカー選手。セルタ・デ・ビーゴ所属。元スペイン代表。ポジションはDF。
左足でのキックが正確でフリーキックやクロス、ボレーシュートなどの様々なキックを得意としている。元サッカー選手であるマルキートスを祖父に、同じくマルコス・アロンソ・ペーニャを父に持つ。

## 経歴

### クラブ

#### レアル・マドリード
レアル・マドリードの下部組織出身であり、2008年にレアル・マドリード・カスティージャの一員となった。2010年4月4日、ラシン・サンタンデール戦にてトップチームデビューを果たした。

#### ボルトン
2010年夏の移籍市場で、3年契約でのボルトン・ワンダラーズFCへの移籍が発表された。ボルトンがプレミアに在籍していた2010-11シーズン、2011-12シーズンでは2年間で9試合出場、ボルトンが2部に降格した2012-13シーズンは26試合出場の4得点と活躍した。

#### フィオレンティーナ
2013年5月31日、ACFフィオレンティーナに移籍することが発表された。フィオレンティーナでの1年目となる2013年は出場機会が得られず、12月31日にサンダーランドへシーズン終了までのレンタルで移籍した。2014-15シーズン初めからフィオレンティーナに復帰。ここからは出場機会を獲得して2014-15シーズンは22試合出場で1得点。翌2015-16シーズンは完全に主力となり31試合に出場して1得点。フィオレンティーナの16年ぶりのリーグ途中での首位に貢献した。

#### チェルシー
2016年夏の移籍市場でチェルシーFCに移籍した。契約期間は5年間で、移籍金は2300万ポンド。アントニオ・コンテが3バックを採用すると、ウイングバックとしてレギュラーに定着した。2016年11月5日のエヴァートン戦でチェルシーでのプレミアリーグ初ゴールを決め、2017年1月14日のレスター戦でも2得点を決めた。4月8日のボーンマス戦ではFKも決めている。また2016-17シーズンにはファン選出のプレミアリーグベストイレブン、スカイスポーツが選出した2016-17シーズン、プレミアリーグファンタジーイレブンにも選出された。
2017年8月20日、トッテナム戦で2ゴールを挙げて勝利に貢献した。2018年4月14日、サウサンプトン戦でシェーン・ロングに対して悪質なプレーを行い、4月19日に3試合の出場停止処分が下された。2017-18シーズンのプレミアリーグでは、フリーキックからの3ゴールを含め7ゴールを決めるなど、PFA年間ベストイレブンに選ばれる活躍を見せた。2018-19シーズン、プレミアリーグ第2節のアーセナルとのビッグロンドン・ダービーでは2-2から決勝ゴールを決め、勝利に貢献した。2018年10月24日、クラブとの契約を2023年まで延長した。
2020年2月25日、UEFAチャンピオンズリーグ・ラウンド16のバイエルン・ミュンヘン戦でロベルト・レヴァンドフスキの顔面を腕で強打してしまい、退場処分を受けた。2月29日、ボーンマス戦で2得点を記録し、引き分けに持ち込むことに貢献した。レスター・シティからベン・チルウェルが加入すると出場機会が激減した。
2021-22シーズン開幕戦のクリスタル・パレス戦にスタメン出場し、先制点となる直接FKを決め勝利に貢献した。LWBのポジションを争うライバル、チルウェルが怪我で長期離脱を余儀なくされたことから出場機会が増えた。2022年4月28日に行われた第37節、マンチェスター・ユナイテッド戦でボレーシュートを決めたがその2分後にクリスティアーノ・ロナウドに決められ、試合は引き分けに終わった。2022年5月19日に行われたレスター戦でリース・ジェームズが上げた浮き球のクロスに走りこんで左足で合わせ、ゴールネットを揺らした。
2022年9月2日、双方の合意の下でチェルシーとの契約を解除した。チェルシーFCには6年間在籍し、212試合に出場、29ゴール、23アシストを記録した。

#### バルセロナ
チェルシーと契約解除した同日、ピエール＝エメリク・オーバメヤンと入れ替わる形でかつて父も所属したFCバルセロナに加入し、単年契約を結んだ。バルセロナ加入後は、CBに怪我人が続出したチーム事情からCBとして出場する機会が増加した。12月31日に行われた、エスパニョールとのバルセロナダービーでヘディングでゴールを決め移籍後初得点を記録した。2023年1月27日、契約を1年延長したことが発表された。
しかし2年目の2023‐24シーズンは、慢性的な腰の怪我に悩まされ、手術に踏み切ったことも影響し、公式戦は僅か8試合の出場にとどまった。

#### セルタ
2024年8月28日、セルタ・デ・ビーゴへ加入することが発表された。

### 代表
2018年3月、アルゼンチン代表、ドイツ代表との親善試合にむけたスペイン代表メンバーに招集された。アルゼンチン代表戦で代表デビューを飾り、親子3代でスペイン代表でのプレーを果たした。2018 FIFAワールドカップのメンバーからは落選した。

## 個人成績

### クラブ
| クラブ             | シーズン | リーグ             | リーグ戦 | リーグ戦 | カップ戦 | カップ戦 | リーグ杯 | リーグ杯 | 国際大会 | 国際大会 | その他 | その他 | 合計 | 合計 |
| クラブ             | シーズン | リーグ             | 出場     | 得点     | 出場     | 得点     | 出場     | 得点     | 出場     | 得点     | 出場   | 得点   | 出場 | 得点 |
| ------------------ | -------- | ------------------ | -------- | -------- | -------- | -------- | -------- | -------- | -------- | -------- | ------ | ------ | ---- | ---- |
| レアル・マドリード | 2009-10  | プリメーラ         | 1        | 0        | 0        | 0        | -        | -        | 0        | 0        | 0      | 0      | 1    | 0    |
| レアル・マドリード | 通算     | 通算               | 1        | 0        | 0        | 0        | -        | -        | 0        | 0        | 0      | 0      | 1    | 0    |
| ボルトン           | 2010-11  | プレミアリーグ     | 4        | 0        | 3        | 0        | 2        | 0        | -        | -        | 0      | 0      | 9    | 0    |
| ボルトン           | 2011-12  | プレミアリーグ     | 5        | 1        | 1        | 0        | 1        | 0        | -        | -        | 0      | 0      | 7    | 1    |
| ボルトン           | 2012-13  | チャンピオンシップ | 26       | 4        | 3        | 0        | 1        | 0        | -        | -        | 0      | 0      | 30   | 4    |
| ボルトン           | 通算     | 通算               | 35       | 5        | 7        | 0        | 4        | 0        | -        | -        | 0      | 0      | 46   | 5    |
| フィオレンティーナ | 2013-14  | セリエA            | 3        | 0        | 0        | 0        | -        | -        | 6        | 0        | 0      | 0      | 9    | 0    |
| フィオレンティーナ | 通算     | 通算               | 3        | 0        | 0        | 0        | -        | -        | 6        | 0        | 0      | 0      | 9    | 0    |
| サンダーランド     | 2013-14  | プレミアリーグ     | 16       | 0        | 1        | 0        | 3        | 0        | -        | -        | 0      | 0      | 20   | 0    |
| サンダーランド     | 通算     | 通算               | 16       | 0        | 1        | 0        | 3        | 0        | -        | -        | 0      | 0      | 20   | 0    |
| フィオレンティーナ | 2014-15  | セリエA            | 22       | 1        | 3        | 0        | -        | -        | 10       | 1        | 0      | 0      | 35   | 2    |
| フィオレンティーナ | 2015-16  | セリエA            | 31       | 3        | 1        | 0        | -        | -        | 7        | 0        | 0      | 0      | 39   | 3    |
| フィオレンティーナ | 2016-17  | セリエA            | 2        | 0        | 0        | 0        | -        | -        | 0        | 0        | 0      | 0      | 2    | 0    |
| フィオレンティーナ | 通算     | 通算               | 55       | 4        | 4        | 0        | -        | -        | 17       | 1        | 0      | 0      | 76   | 5    |
| チェルシー         | 2016-17  | プレミアリーグ     | 31       | 6        | 3        | 0        | 1        | 0        | -        | -        | 0      | 0      | 35   | 6    |
| チェルシー         | 2017-18  | プレミアリーグ     | 33       | 7        | 3        | 1        | 2        | 0        | 7        | 0        | 1      | 0      | 46   | 8    |
| チェルシー         | 2018-19  | プレミアリーグ     | 31       | 2        | 2        | 0        | 1        | 0        | 4        | 2        | 1      | 0      | 39   | 4    |
| チェルシー         | 2019-20  | プレミアリーグ     | 18       | 4        | 4        | 0        | 2        | 0        | 5        | 0        | 0      | 0      | 29   | 4    |
| チェルシー         | 2020-21  | プレミアリーグ     | 13       | 2        | 2        | 0        | 0        | 0        | 2        | 0        | 0      | 0      | 17   | 2    |
| チェルシー         | 2021-22  | プレミアリーグ     | 28       | 4        | 3        | 1        | 5        | 0        | 10       | 0        | 0      | 0      | 46   | 5    |
| チェルシー         | 通算     | 通算               | 154      | 25       | 17       | 2        | 11       | 0        | 28       | 2        | 2      | 0      | 212  | 29   |
| 総通算             | 総通算   | 総通算             | 264      | 34       | 29       | 2        | 18       | 0        | 51       | 3        | 2      | 0      | 364  | 39   |

| クラブ                             | シーズン | リーグ    | リーグ戦 | リーグ戦 | 合計 | 合計 |
| クラブ                             | シーズン | リーグ    | 出場     | 得点     | 出場 | 得点 |
| ---------------------------------- | -------- | --------- | -------- | -------- | ---- | ---- |
| レアル・マドリード・カスティージャ | 2008-09  | セグンダB | 11       | 0        | 11   | 0    |
| レアル・マドリード・カスティージャ | 2009-10  | セグンダB | 28       | 3        | 28   | 3    |
| 総通算                             | 総通算   | 総通算    | 39       | 3        | 39   | 3    |

### 代表
- 国際Aマッチ 9試合 0得点

| スペイン代表 | 国際Aマッチ | 国際Aマッチ |
| 年           | 出場        | 得点        |
| ------------ | ----------- | ----------- |
| 2018         | 3           | 0           |
| 2019         | 0           | 0           |
| 2020         | 0           | 0           |
| 2021         | 2           | 0           |
| 2022         | 4           | 0           |
| 通算         | 9           | 0           |

## タイトル

### クラブ
チェルシーFC
- プレミアリーグ：2016-17
- FAカップ：2017-18
- UEFAチャンピオンズリーグ : 2020-21
- UEFAヨーロッパリーグ：2018-19
- UEFAスーパーカップ : 2021
- FIFAクラブワールドカップ : 2022

FCバルセロナ
- プリメーラ・ディビシオン : 2022-23
- スーペルコパ・デ・エスパーニャ : 2022-23

### 個人
- PFA年間ベストイレブン：2018